# Ro-dou-dou
Ro-dou-dou est une émission de télévision jeunesse québécoise en treize épisodes de 25 minutes diffusée du 26 juin au 18 septembre 1956 à la Télévision de Radio-Canada.

## Fiche technique
- Scénarisation : Marcelle Racine
- Réalisation : Pierre Desroches
- Conception des marionnettes : Micheline Legendre
- Société de production : Société Radio-Canada

## Distribution
- Louise Marleau : voix
- Pierre Thériault : narrateur